# Awlad
Awlad és una paraula àrab que significa descendent.
Igual com moltes tribus i dinasties es diuen Banu o Beni significant "fills de", awlad és la paraula correcta per designar als descendents, i algunes tribus es diuen Awlad més el nom de l'ancestre epònim (per exemple Awlad Sulayman), terme utilitzat especialment al nord d'Àfrica (Egipte, Líbia) i Palestina.
Vegeu també: Awlad al-Balad i Awlad al-Nas